# یولو (کالیفرنیا)
یولو (به انگلیسی: Yolo) یک منطقهٔ مسکونی در ایالات متحده آمریکا است که در شهرستان یولو، کالیفرنیا واقع شده‌است. یولو ۳٫۵۷۴ کیلومتر مربع مساحت و ۴۵۲ نفر جمعیت دارد و ۲۵ متر بالاتر از سطح دریا واقع شده‌است.